# Olympia Undae
Olympia Undae (también conocido como Olympia Planitia) es un gran territorio de dunas arenosas localizado en la superficie marciana. Dicho campo de dunas se encuentra ubicado próximo a la región polar septentrional del planeta, conocida como Planum Boreum, y cubre las longitudes comprendidas entre 100°E y 240°E. En 2006, la sonda Mars Express detectó en estos terrenos ricos depósitos de aljez, lo cual sugiere que la región debió estar mojada en algún punto de su historia.